# Богуцька Роксолана Миронівна

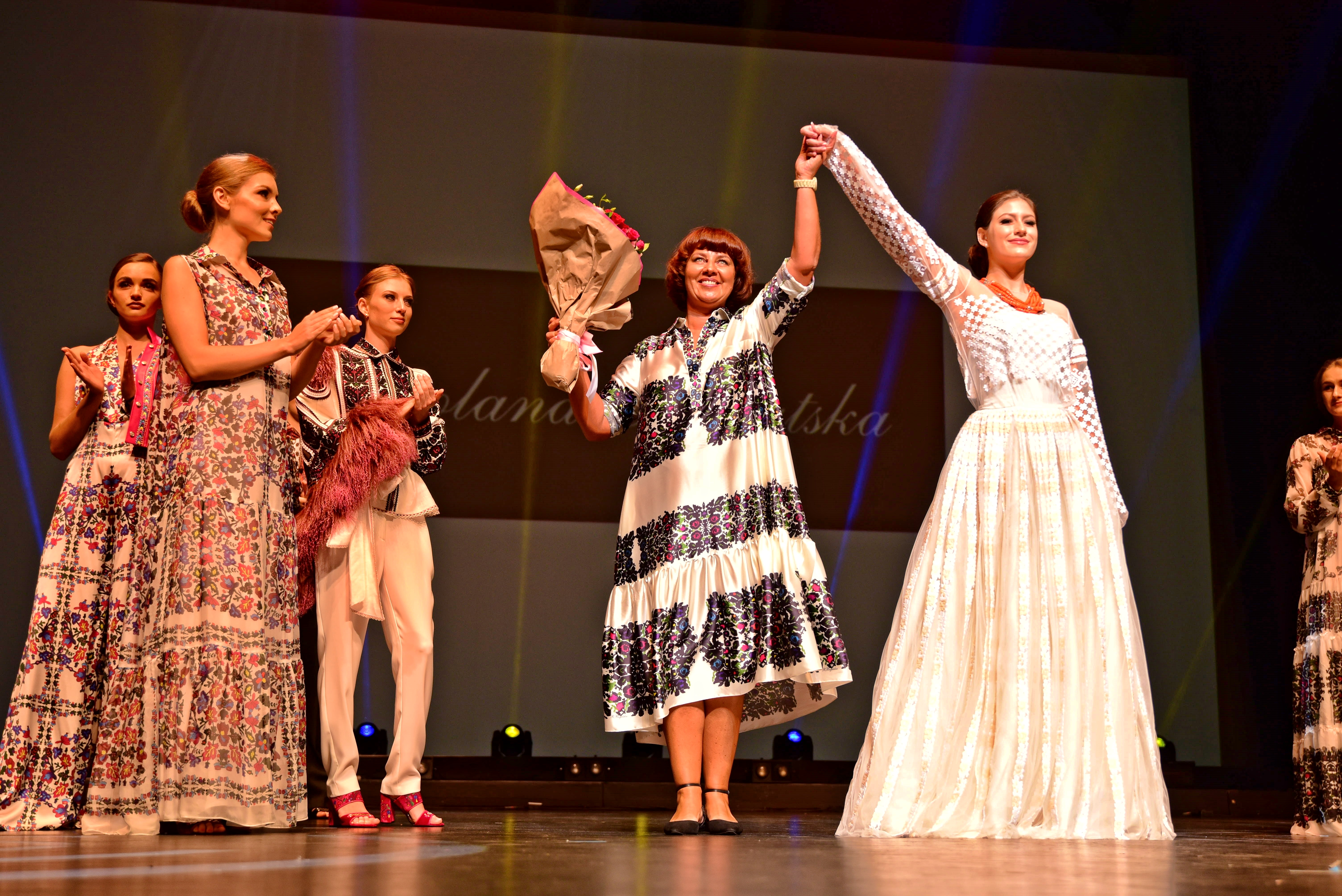
Роксолана Богуцька приймає привітання на показі своєї колекції в Торонто, 2018

Роксолана Миронівна Богуцька (англ. Roksolana Bogutska, нар. 1969) — українська дизайнерка, власниця однойменного бренду одягу. Авторка багатьох колекцій жіночого верхнього, демісезонного та вечірнього одягу напрямку прет-а-порте. Представниця львівської школи.

## Освіта та діяльність
Народилась у Львові. Базові навички у малюванні отримала у художній школі. 1988 року закінчила відділ художнього ткацтва Львівського училища прикладного мистецтва імені Івана Труша, а в 1996 — відділення «Моделювання одягу» Львівської академії мистецтв.
Свою першу колекцію представила на Національному тижні прет-а-порте «Сезони моди» в 1998. Цього ж року заснувала бренд Roksolana Bogutska. Характерною рисою стилю слугує акцент на національному колориті та тема етнічних елементів декору в сучасному костюмі. Колекціям одягу притаманна художня вишивка по шкірі й тканині шовковими нитками і бісером, розпис по шкірі й інкрустація металом.
Одна із переможниць Всеукраїнської Премії «Жінка III тисячоліття» 2006 року. Потрапила до переліку 12 найкращих колекцій весна/літо 2010 за версією онлайн-журналу Fashion Insider Magazine.

## Співпраця з відомими людьми
- створила костюми для туру «Дикі танці» співачки Руслани Лижичко, коли вона здобула перемогу на конкурсі Євробачення в 2004 році[5];
- багаторічна співпраця з Катерини Ющенко [5];
- Марина Порошенко впродовж багатьох років є клієнткою дизайнерки[6].

## Особисте життя
Двічі перебувала у шлюбі. Має двох дітей: син Остап від першого шлюбу й донька Меланія — від другого.

## Покази мод
- Ukrainian Fashion Week;
- Lviv Fashion Week;
- Fashion Philosophy Fashion Week (Польща), куди дизайнерка була запрошена як спеціальний гість XVIII Міжнародного конкурсу для дизайнерів одягу «The Golden Thread» («Золота Нитка»)[5];
- Vancouver Fashion Week (Канада);
- Latino Fashion Week (Чикаго);
- Runway Fashion Show (Дубай);
- колекції в Нью-Йорку в Ukrainian Institute of America на запрошення представника України при ООН;
- колекції у Вашингтоні при підтримці посольства України.